# Lanneplaà
Lanneplaà é uma comuna francesa na região administrativa da Nova Aquitânia, no departamento dos Pirenéus Atlânticos. Estende-se por uma área de 7,3 km². Em 2010 a comuna tinha 314 habitantes (densidade: 43 hab./km²).